# Chionaema sublutipes
Chionaema sublutipes är en fjärilsart som beskrevs av Kishida 1991. Chionaema sublutipes ingår i släktet Chionaema och familjen björnspinnare. Inga underarter finns listade i Catalogue of Life.